# Craighill Channel Lower Range Rear

Le phare de Craighill Channel Lower Range Rear (en anglais : Craighill Channel Lower Range Rear Light) est un feu d'alignement arrière du chenal Craighill inférieur menant au port de Baltimore en baie de Chesapeake dans le Comté de Baltimore,Maryland. Il fonctionne conjointement avec le Craighill Channel Lower Range Front. C'est le plus haut phare du Maryland.
Il est inscrit au Registre national des lieux historiques depuis le 2 décembre 2002 sous le n° 02001423 .

## Historique
Le Congrès avait affecté 50.000 dollars en 1870 pour élargir le canal dans le port de Baltimore. Les nouveaux canaux portent le nom de William Craighill, membre du conseil d’administration du phare qui a supervisé les levés pour les fouilles. Le premier tronçon de chenal, partant de la position actuelle du phare de Baltimore Harbor, se dirigeait presque vers le nord avant de se jeter dans la rivière Patapsco. De nouvelles lumières d’alignement étaient nécessaires pour le rendre utilisable de nuit.
Au départ, il était prévu d’utiliser des phares de type crew-pile lighthouse mais la banquise en hiver 1872–1873 les amena à reconsidérer cette idée et le phare avant fut construit comme une petite structure en caisson. Pour ce phare arrière, une grille de neuf piliers en pierre a été aménagée et une tour métallique pyramidale a été érigée. Un arbre central en bois recouvert de plaques de fer contenait l'escalier menant à la lanterne et une maison en bois l'entourait à la base de la lumière.
Les frais de construction des fondations des deux phares ont épuisé le crédit initial et ont été retardés jusqu'à 1875. Dans les deux années qui ont suivi, des bateaux-feux ont été utilisés à la place. La construction en bois de la gaine centrale avait pour ainsi dire des problèmes de pourriture presque dès le début et, en 1994 encore, une étude de la Garde côtière a suggéré de la supprimer. Cependant, avec les réparations au fil des ans, il reste en place. La maison de gardien a été louée lors de l'automatisation de la lumière en 1923 et finalement enlevée en 1938.

## Description
Le phare  est une tour carrée en fonte avec un jambage à claire-voie de 32 m de haut, avec double galerie et lanterne carrée. La moitié inférieure de la tour est peinte en blanc, la moitié supérieure en rouge et la lanterne noire
Il émet, à une hauteur focale de 32 m, un feu fixe blanc en continu, jouer et nuit. Sa portée est de 16 milles nautiques (environ 30 km).
Identifiant : ARLHS : USA-199 ; USCG : 2-8050 ; Admiralty : J2246.1 .

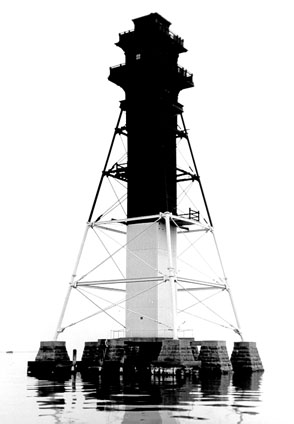
Phare arrière (photo USCG)
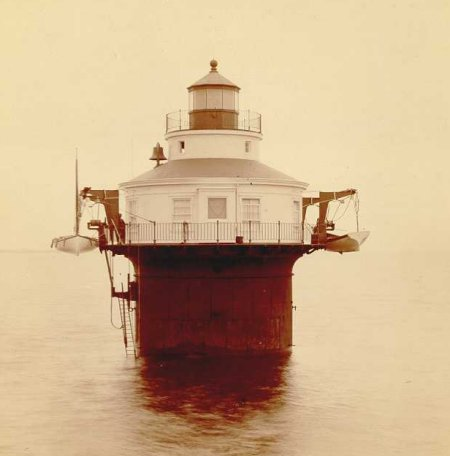
Phare avant (photo USCG)

### Lien connexe
- Liste des phares du Maryland